# Sergei Wsewolodowitsch Jablonski
Sergei Wsewolodowitsch Jablonski (russisch Сергей Всеволодович Яблонский; * 6. Dezember 1924 in Moskau; † 26. Mai 1998 ebenda) war ein sowjetisch-russischer Mathematiker, Kybernetiker und Hochschullehrer.

## Leben
Jablonski, Sohn des Hydromechanikers Wsewolod Sergejewitsch Jablonski, gewann 1940 die 6. Moskauer Schüler-Mathematik-Olympiade. Im Deutsch-Sowjetischen Krieg wurde er im September 1942 zur Roten Armee eingezogen und kam 1944 als Fernmelder der Panzertruppe an die Front.
Nach dem Krieg studierte Jablonski an der Lomonossow-Universität Moskau (MGU) in der Mechanisch-Mathematischen Fakultät (Mechmat) mit Abschluss 1950. Es folgte die Aspirantur am Forschungsinstitut für Mechanik und Mathematik der MGU bei Pjotr Sergejewitsch Nowikow und Alexei Andrejewitsch Ljapunow mit Abschluss 1953. Im selben Jahr verteidigte er mit Erfolg seine Dissertation über Fragen der funktionalen Vollständigkeit in der k-Wert-Rechnung für die Promotion zum Kandidaten der physikalisch-mathematischen Wissenschaften.
Ab 1953 arbeitete Jablonski im Moskauer Steklow-Institut der Akademie der Wissenschaften der UdSSR (AN-SSSR, seit 1991 Russische Akademie der Wissenschaften (RAN)) in der neuen Abteilung für Angewandte Mathematik (seit 1966 eigenständiges Institut für Angewandte Mathematik, das 1978 nach Keldysch benannt wurde). Mit Unterstützung Ljapunows gründete er dort 1958 die Abteilung für Kybernetik und leitete sie dann 40 Jahre lang. Durch seine Arbeit trug er zur Anerkennung der Kybernetik als mathematische Wissenschaft bei, die bis zu dem schließlich 1955 erschienenen grundlegender Artikel von Anatoli Iwanowitsch Kitow mit den Koautoren Sergei Lwowitsch Sobolew und Ljapunow in der UdSSR als bürgerliche Pseudowissenschaft verpönt war. Daneben arbeitete er ab 1954 auch an der MGU. Er lehrte am Lehrstuhl für Höhere Mathematik des Moskauer Instituts für Physik und Technologie (MFTI).
Jablonskis Forschungsgebiet waren die Diskrete Mathematik und die mathematischen Fragen der Kybernetik. Sein Schwerpunkt war die Synthese, Zuverlässigkeit und Klassifizierung von allgemeinen Kontrollsystemen, zu denen Endliche Automaten, Boolesche Schaltkreise und Mehrwertige-Logik-Systeme gehören. Mit seinen Studenten untersuchte er Probleme im Vorfeld des P-NP-Problems.
1962 verteidigte Jablonski mit Erfolg seine Doktor-Dissertation über einige mathematische Fragen der Theorie der Kontrollsysteme für die Promotion zum Doktor der physikalisch-mathematischen Wissenschaften. 1963 folgte die Ernennung zum Professor der MGU. Er verfasste mit Gari Petrowitsch Gawrilow und Waleri Borissowitsch Kudrjawzew eine Monografie über Funktionen der algebraischen Logik und Postsche Klassen, die 1966 erschien und deren deutsche Ausgabe mit dem Titel  Boolesche Funktionen und Postsche Klassen 1970 von Helmut Thiele und Rolf Lindner herausgegeben wurde. 1968 wurde Jablonski zum Korrespondierenden Mitglied der AN-SSSR gewählt.
1971 gründete Jablonski den Lehrstuhl für Theorie der Automaten und Mathematische Logik, der später der Lehrstuhl für mathematische Kybernetik der Fakultät für Computermathematik und Kybernetik der MGU  wurde und den er bis zu seinem Tode leitete. Er war Mitglied des Redaktionskollegiums der Mathematischen Enzyklopädie.
Zu Jablonskis Schülern gehörten Waleri Borissowitsch Alexejew, Gari Petrowitsch Gawrilow, Oleg Borissowitsch Lupanow, Sergei Serafimowitsch Martschenkow und Wladimir Anatoljewitsch Sacharow.
Sein Grab befindet sich auf dem Friedhof Trojekurowo,

## Ehrungen, Preise
- Ruhmesorden III. Klasse (1944)[2]
- Orden des Roten Sterns (1944, 1945)[2]
- Orden des Vaterländischen Krieges II. Klasse (1945 zweimal)[2]
- Tapferkeitsmedaille (Sowjetunion)[4]
- Medaille „Für die Verteidigung Moskaus“
- Medaille „Sieg über Deutschland“
- Leninpreis im Bereich Wissenschaft (1966 zusammen mit Juri Iwanowitsch Schurawljow und Oleg Borissowitsch Lupanow)[1]
- Orden des Roten Banners der Arbeit (1974)